# Teatro dell'Opera di Detroit
Il Teatro dell'Opera di Detroit è un teatro d'opera elegantemente adornato, situato al 1526 di Broadway Street nel centro di Detroit, Michigan, all'interno del Grand Circus Parco Historic District. La sede, con 2.700 posti a sedere, è il luogo di produzione del Teatro dell'Opera di Michigan e di una varietà di altri eventi. Il teatro è stato originariamente progettato da C. Howard Crane, che ha creato altri teatri importanti di Detroit, tra cui The Fillmore Detroit, il Teatro Fox e l'Orchestra Hall, sede dell'Orchestra sinfonica di Detroit. È stato inaugurato il 22 gennaio 1922.
L'edificio ha subito un restauro che ha avuto luogo sotto il controllo dell'architetto Eric J. Hill. Ha riaperto nel 1996.

## Storia

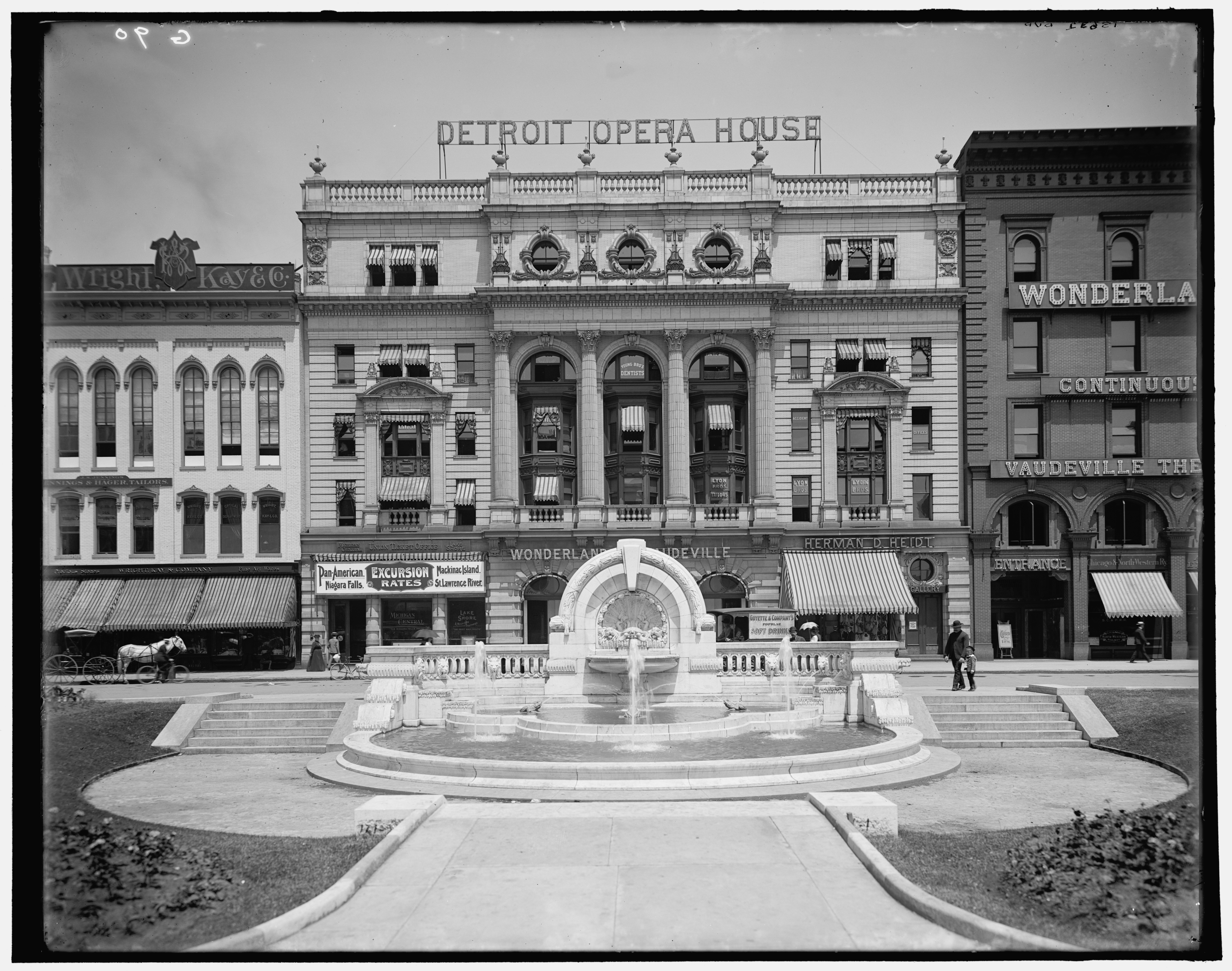
Old Detroit Opera House in 1906

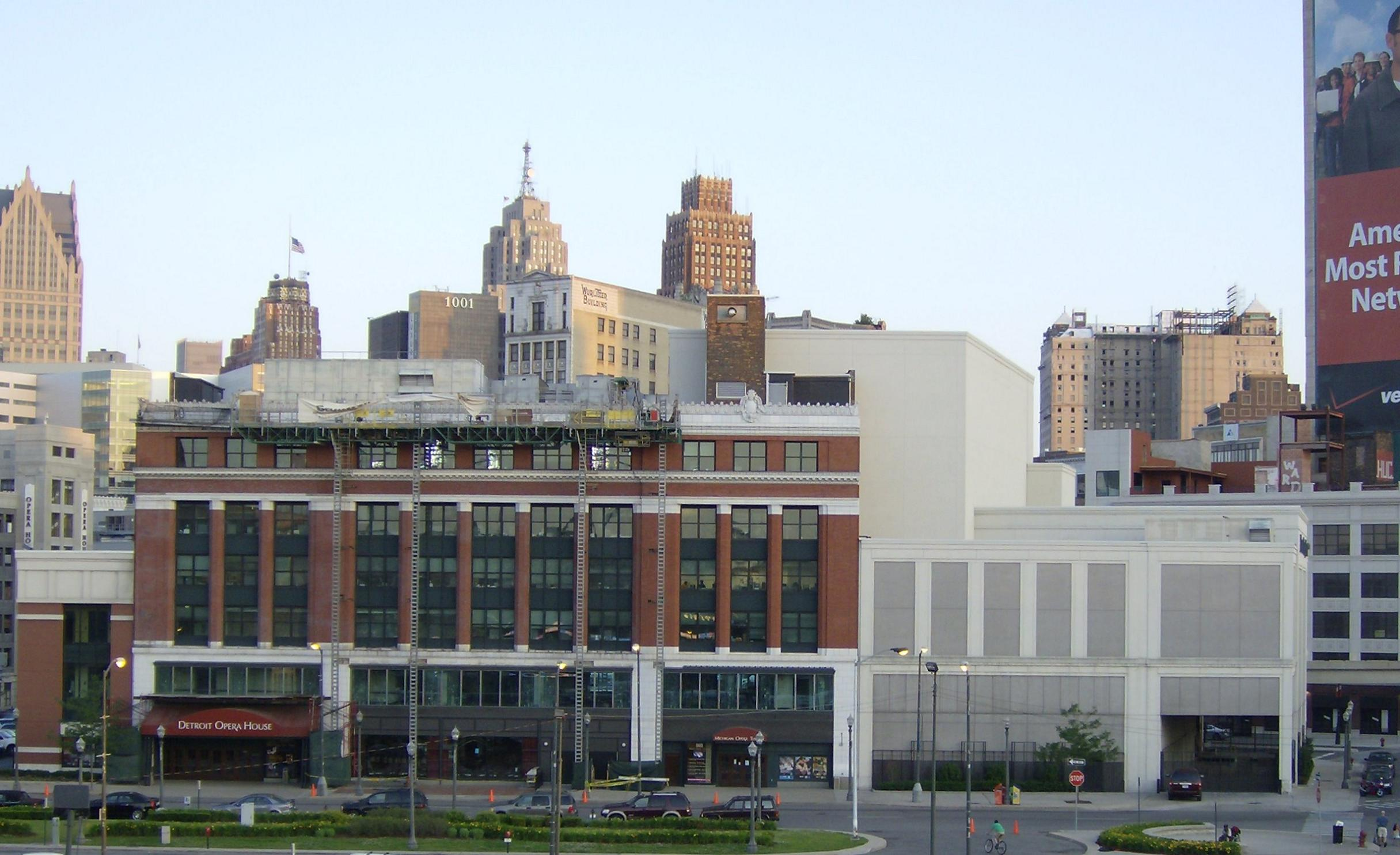
The original Opera House structure (left) and stagehouse extension along Madison Avenue

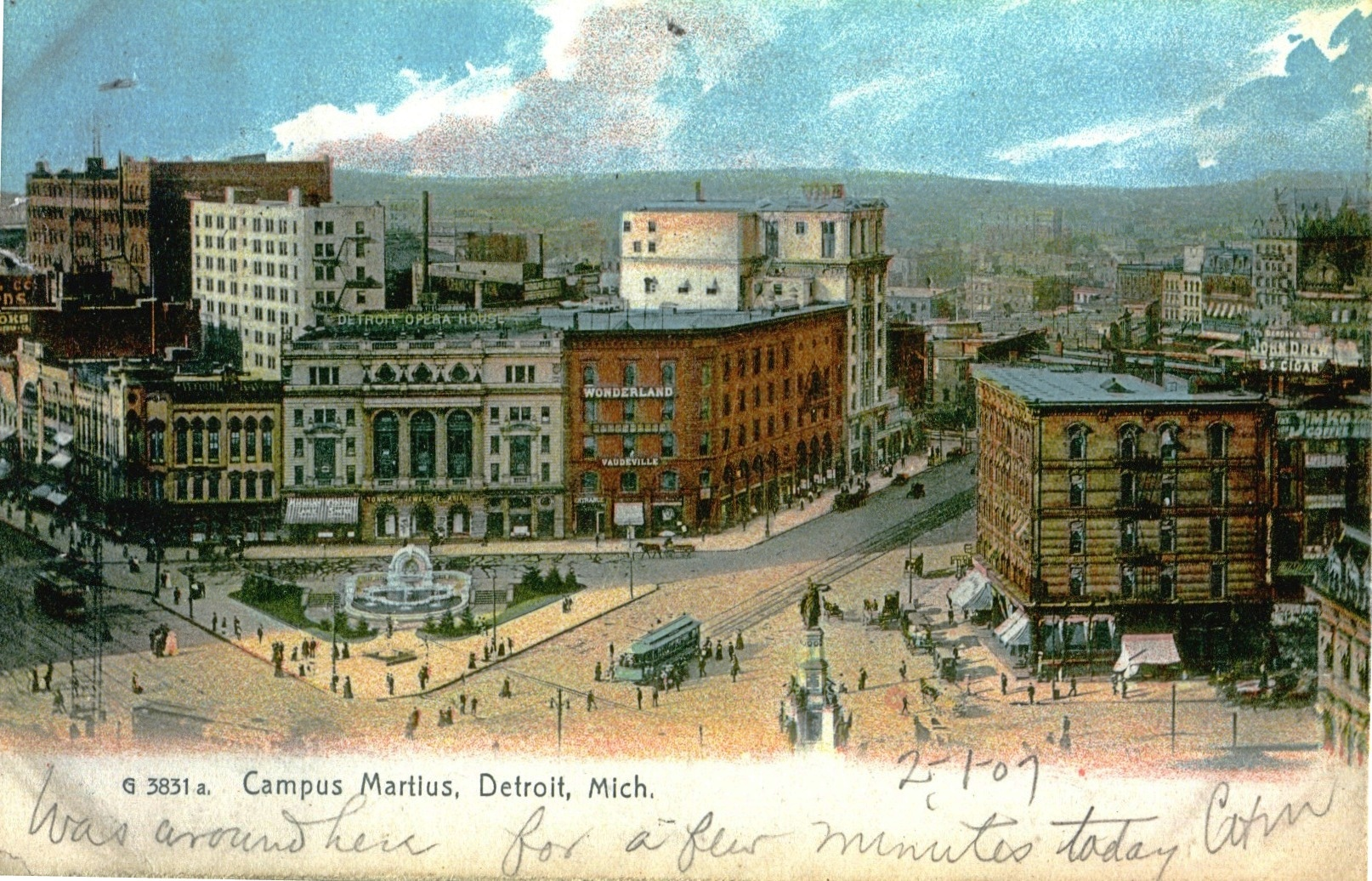
Old Detroit Opera House (behind fountain) on Campus Martius in 1907.

Nel corso degli anni, l'opera è stata presentata in una varietà di luoghi a Detroit: il vecchio Teatro dell'Opera di Detroit (1869-1963) al Campo Marzio, al Whitney Grand Opera House (Garrick Theatre) a Griswold Street e a Michigan Avenue e al Nuovo New Teatro dell'Opera di Detroit (1886-1928) a Randolph e a Monroe Street.
L'Organizzazione Nederlander, un importante produttore teatrale, iniziò a Detroit con un contratto di locazione di 99 anni sul vecchio Teatro dell'Opera di Detroit nel 1912.
L'attuale Teatro dell'Opera di Detroit ha aperto nel 1922 ed era conosciuto come Teatro Capitol. È stato tra i primi di diversi luoghi di rappresentazione costruiti attorno al Grand Circus Park di Detroit. Quando aprì, il Capitol era ritenuto il quinto più grande cinema del mondo, con una capienza di circa 3.500 persone. Nel 1929 il Teatro Capitol diventò la Paramount Theater e nel 1934, il Teatro Capitol di Broadway.
Durante i primi decenni della sua storia il teatro presentava film insieme a spettacoli dal vivo, tra cui artisti come le leggende del jazz Louis Armstrong e Duke Ellington. Più tardi la Broadway Capitol lo trasformò in cinema soltanto. A seguito di un restauro minore nel 1960, l'edificio divenne il Grand Circus Theatre con 3.367 posti. Il teatro chiuse nel 1978 dopo essere sopravvissuto a diversi anni di proiezioni di film di seconda visione e film porno soft-core. Riaprì di nuovo per breve tempo nel 1981, ma chiuse dopo aver subito danni a causa di un lieve incendio nel 1985.
Nel 1988, il Teatro dell'Opera del Michigan acquistò l'edificio e lo battezzò Teatro dell'Opera di Detroit, dopo un vasto restauro ed un ampliamento del palcoscenico. La riapertura nel 1996 fu celebrata con una serata di gala con Luciano Pavarotti e altri artisti noti. Il Teatro dell'Opera di Detroit è ora configurato con posti a sedere per un pubblico di 2.700. Dal 1996, il teatro dell'opera ha ospitato ogni anno cinque produzioni liriche, cinque produzioni di danza provenienti da compagnie di giro, e una varietà di altri eventi musicali e comici.
Il Teatro dell'Opera ha un posto di rilievo nel documentario del 2012 Detropia.

## Precisazione
Il nome Grand Circus Theatre può causare confusione, dal momento che un altro Grand Circus Theatre (1913-1924), originariamente conosciuto come il Teatro Centrale, una volta era situato al 2.115 di Woodward Avenue. Quello che oggi è The Fillmore Detroit Theatre (1925) era stato costruito nello stesso sito, al 2115 di Woodward.